# Seleção Albanesa de Basquetebol Feminino
A Seleção Albanesa de Basquetebol Feminino é a equipe que representa a Albânia em competições internacionais organizadas pela FIBA. A equipe não tem pontuação para figurar no ranking mundial. Em 2017 disputou as eliminatórias para o EuroBasket Feminino, disputando vaga com Itália, Montenegro e Grã-Bretanha, porém não venceu nenhum dos jogos.